# Малрой, Дэвид
Дэвид Малрой (англ. David D. Mulroy; род. 1943) — американский филолог и переводчик.
Окончил с отличием Джорджтаунский университет (1965), в 1971 г. защитил в Стэнфордском университете докторскую диссертацию «Предлоги у Фукидида» (англ. Prepositions in Thucydides). Преподавал классическую филологию в Принстонском университете (1968—1973), затем в Университете Висконсина в Милуоки, с 2002 г. полный профессор. В 1976—1980 и 1995—1998 гг. возглавлял отделение классической филологии и иудаики. Вице-президент Висконсинской ассоциации учёных (с 1993 г.).
Наибольшее значение имеют выпущенные Малроем книги переводов античной литературы с собственными предисловиями и комментариями: «Ранняя греческая лирика» (англ. Early Greek Lyric Poetry; 1992, второе издание 1999), «Оды и эподы» Горация (1994), полное собрание стихотворений Катулла (2002), трагедии Софокла «Эдип-царь» (2011) и «Антигона» (2013); ряд специалистов оценивает эти переводы как лучшие из имеющихся. С предисловием Малроя вышла книга Кеннета Рексрота «Стихи из греческой антологии» (1999). Отдельные научные работы Малроя посвящены Гесиоду, Симониду, Петронию, Клодию Пульхру и др.
Кроме того, Малрой выпустил научно-публицистическую книгу «Война против грамматики» (англ. The War Against Grammar; 2003) — последнее влиятельное критическое выступление против перемен в преподавании английского языка в США; Малрой настаивает на том, что фундаментом изучения родного языка должно быть систематическое изучение его грамматики.